# Notre-Dame (Locmariaquer)

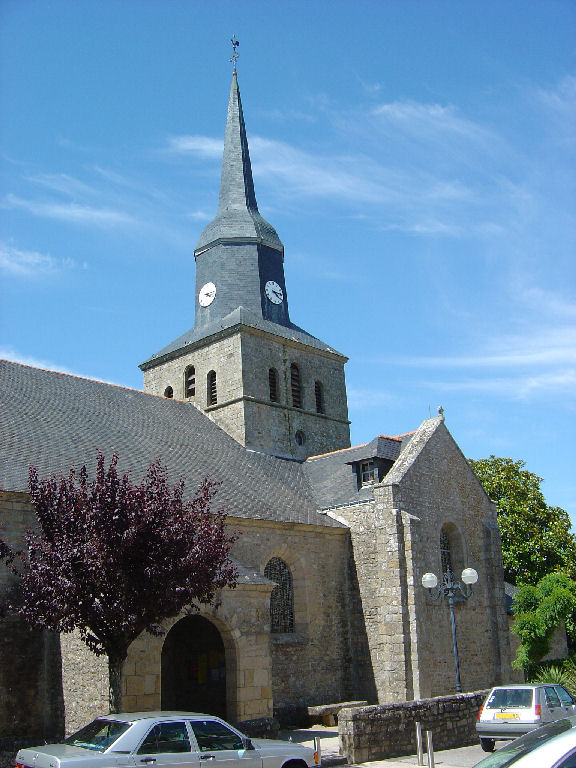
Kirche Notre-Dame

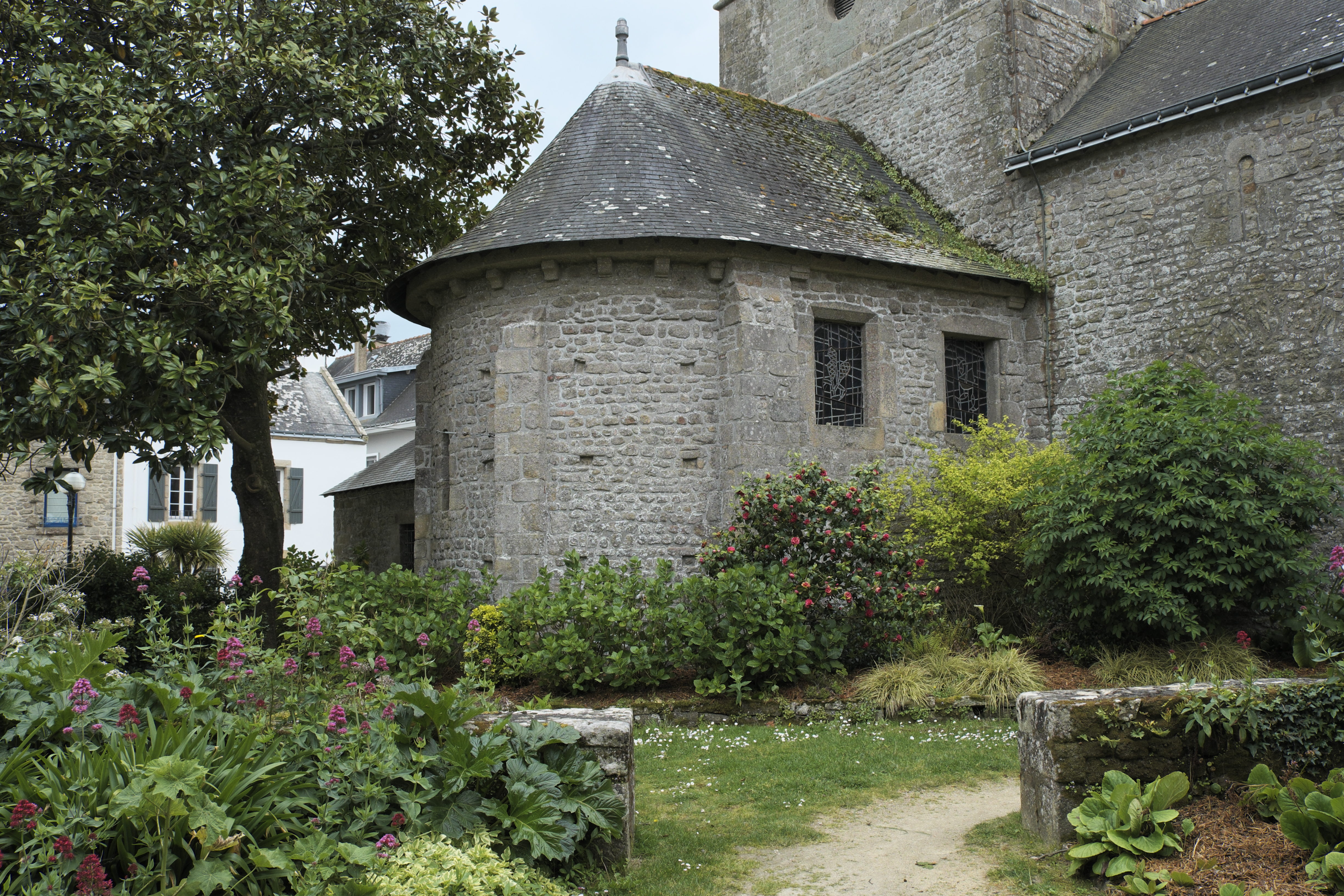
Chor

Die römisch-katholische Pfarrkirche Notre-Dame-de-Kerdro in Locmariaquer, einer Gemeinde im Département Morbihan in der französischen Region Bretagne, geht auf einen romanischen Kirchenbau aus dem 11./12. Jahrhundert zurück. Die ältesten Teile der Kirche, die Vierung und der Chor, wurden im Jahr 1925 als Monument historique in die Liste der Baudenkmäler (Base Mérimée) in Frankreich aufgenommen.

## Geschichte

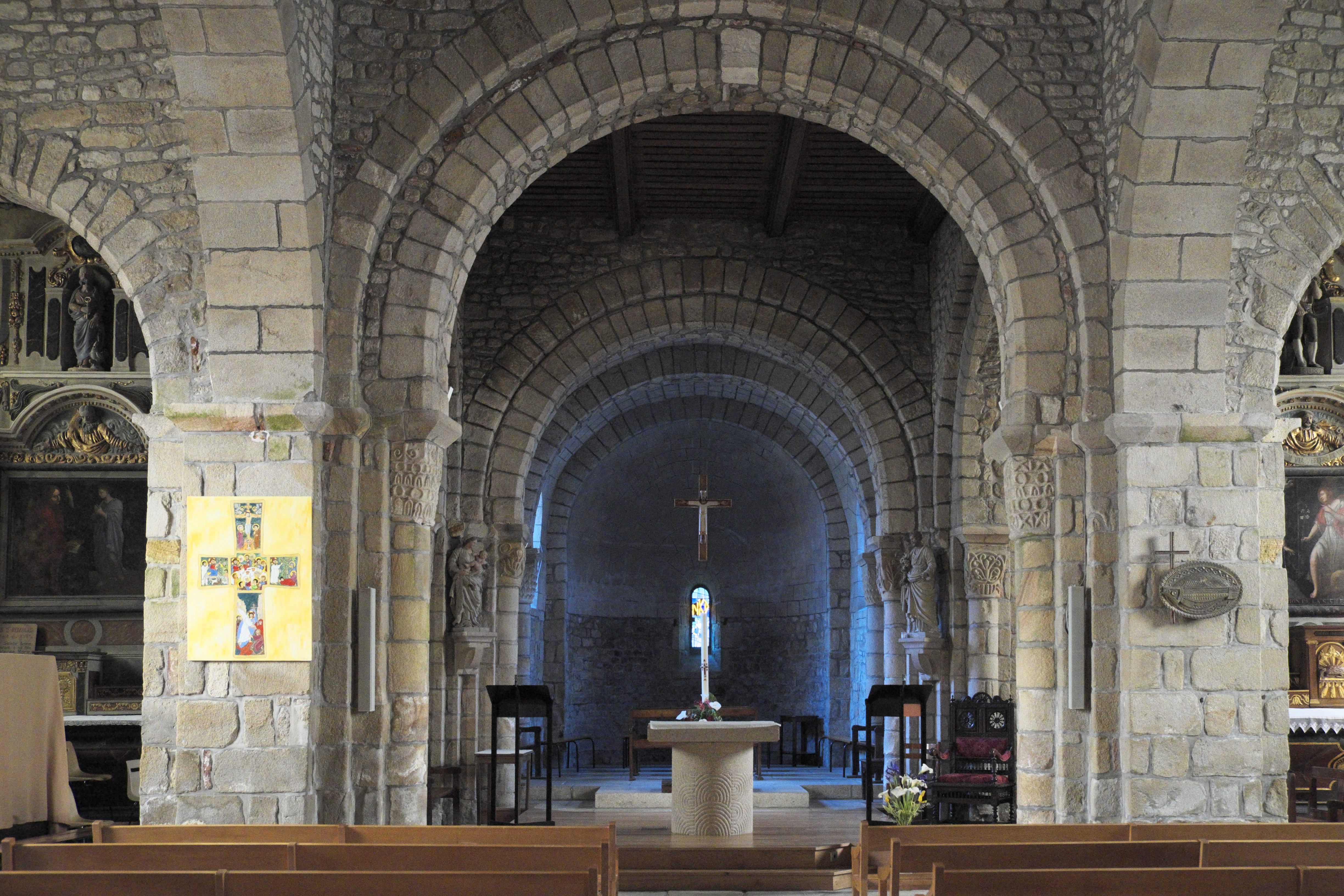
Innenraum

Bereits im 9. Jahrhundert gab es in Locmariaquer eine Pfarrei, wie aus einer Urkunde der Benediktinerabtei Saint-Sauveur in Redon hervorgeht, die dort ein Priorat unterhielt. Im Jahr 1082 gelangte  die Abtei Sainte-Croix in Quimperlé in den Besitz des Priorats und führte das Marienpatrozinium ein. Die Schreibweise des Namens war damals Loc-Maria-Kaër (der schönen Jungfrau Maria geweihter Ort). Die Benediktiner von Sainte-Croix ließen eine neue Kirche errichten, die im Jahr 1120 fertiggestellt war. Von diesem romanischen Kirchenbau sind die Vierung und der Chor erhalten. Im 17. und 18. Jahrhundert fanden Veränderungen statt. Das Langhaus und die Querhausarme wurden im 18. Jahrhundert vollständig neu errichtet. In dieser Zeit wurden die beiden Apsiden, die sich ursprünglich an die Nordseite der Querhausarme anschlossen, abgebrochen. Im Jahr 1817 wurde auf der Vierung ein Glockenturm aufgesetzt. 1835 wurden die Portale an der Nord- und Westseite sowie die südliche Vorhalle angebaut. Die modernen Bleiglasfenster wurden 1960 eingebaut.

## Architektur
Die Kirche besteht aus einem dreischiffigen Langhaus, einem Querschiff und einem halbrund geschlossenen Chor, der von einem steinernen Tonnengewölbe gedeckt wird. Die Vierung wird von hohen Rundbogenarkaden begrenzt, die auf Säulen mit romanischen Kapitellen aufliegen.

## Kapitelle
Von besonderem Interesse sind die Kapitelle, die ins 11. Jahrhundert datiert werden und die alle unterschiedlich gestaltet sind. Die meisten weisen einen pflanzlichen Dekor mit stilisierten Blättern und Blüten auf, auf einem Kapitell sind Widderköpfe dargestellt.

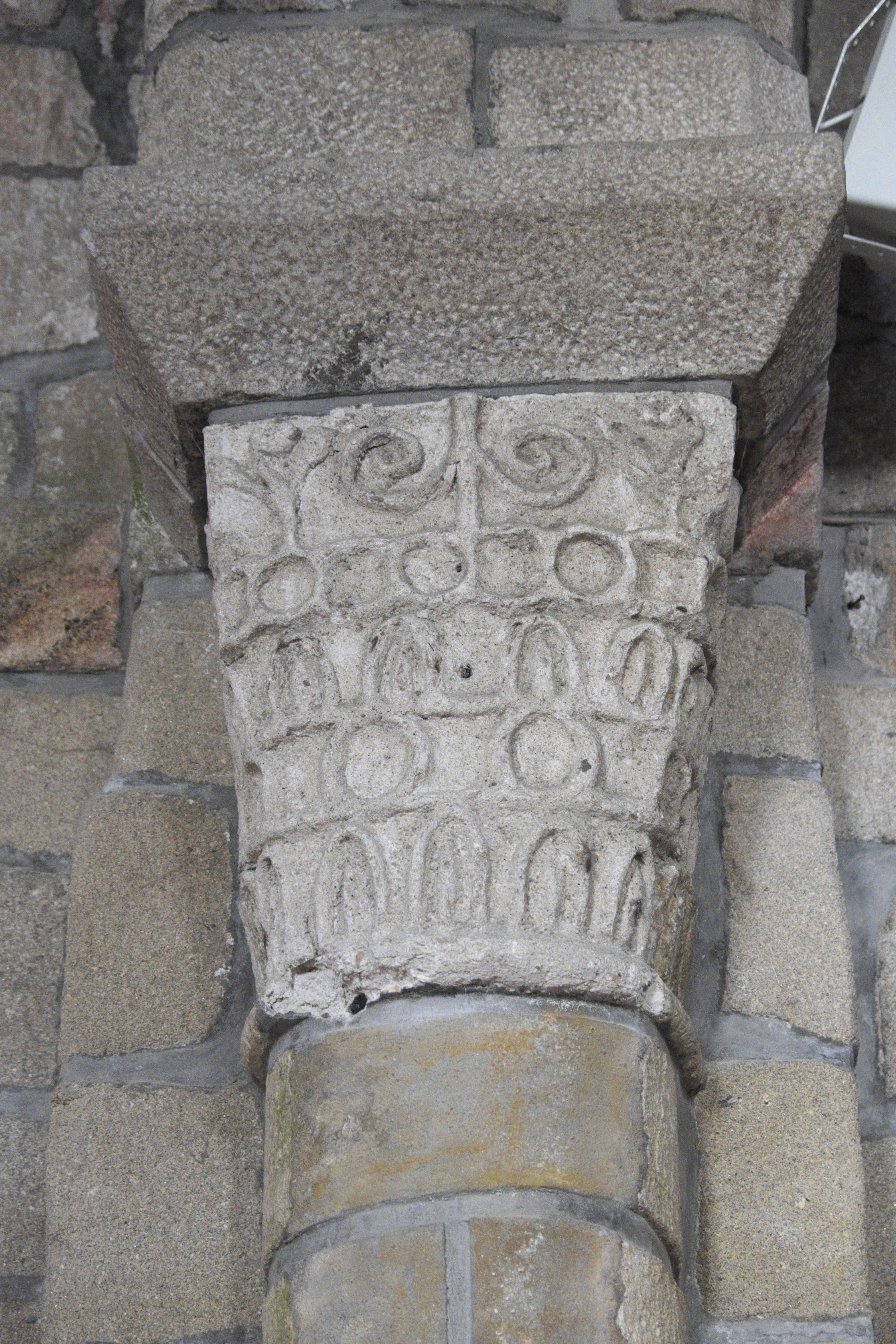
Kapitell mit geometrischen Motiven und stilisierten Blättern
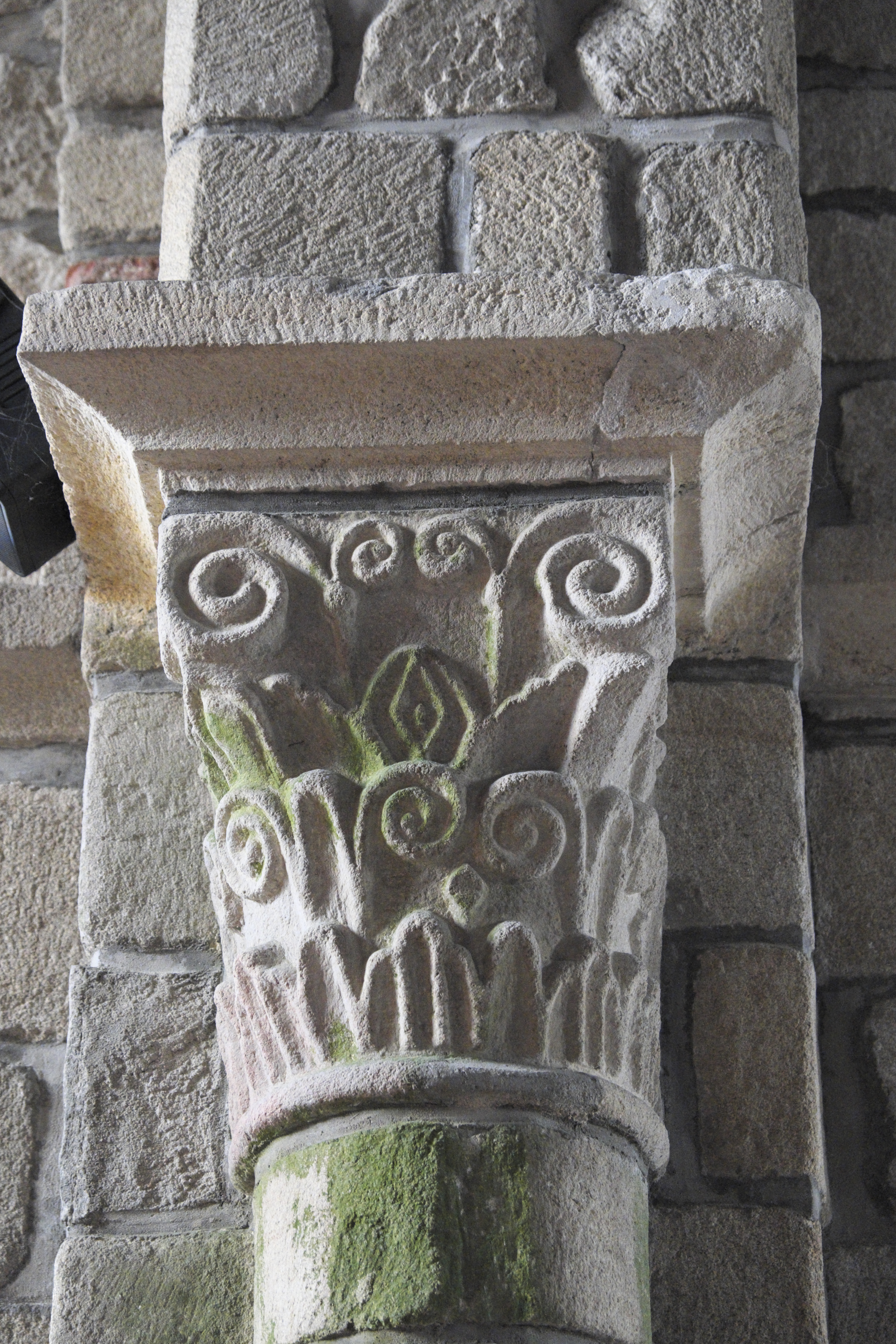
Kapitell mit Voluten und stilisierten Blättern
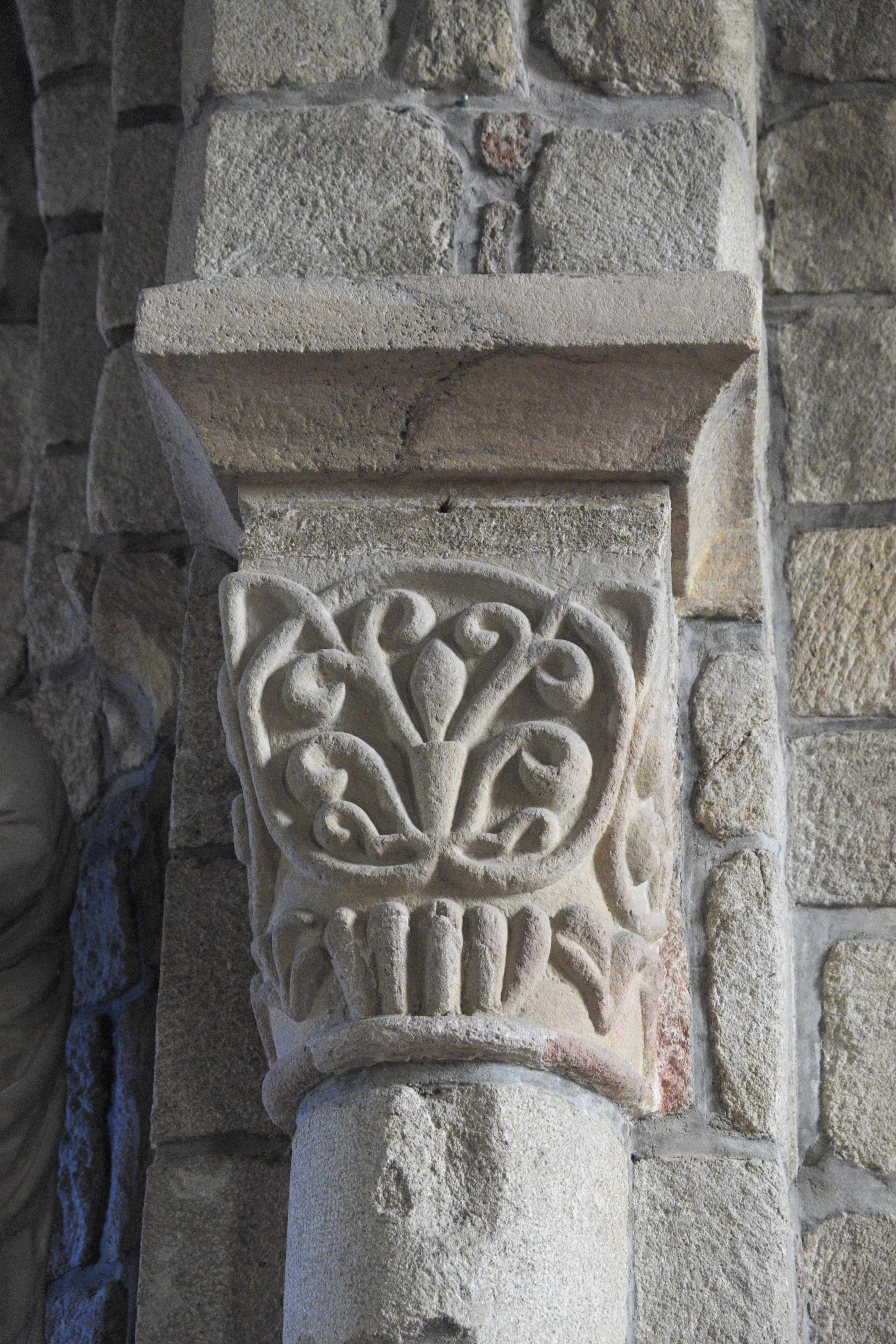
Kapitell mit stilisierter Blüte
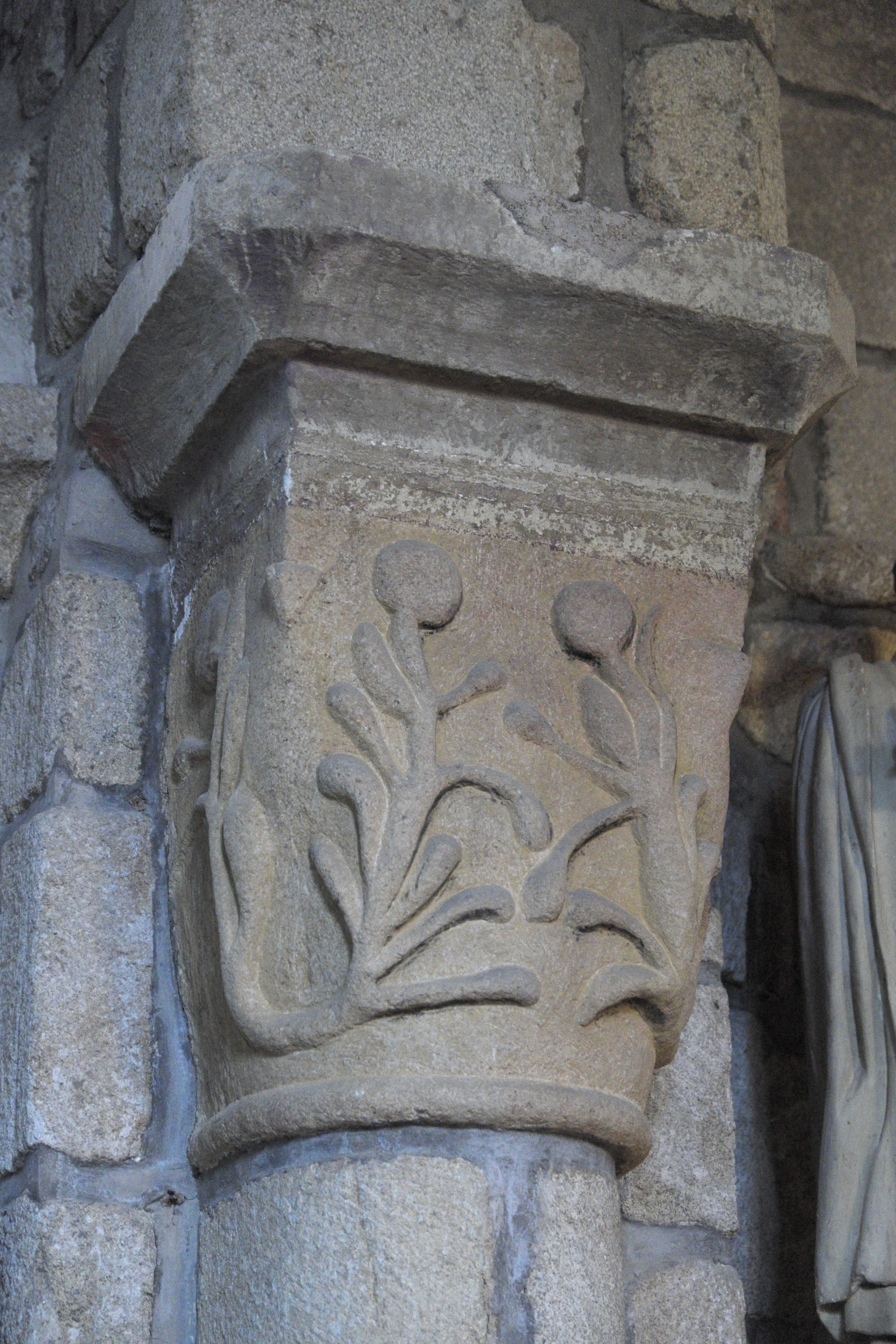
Kapitell mit Pflanzenmotiv
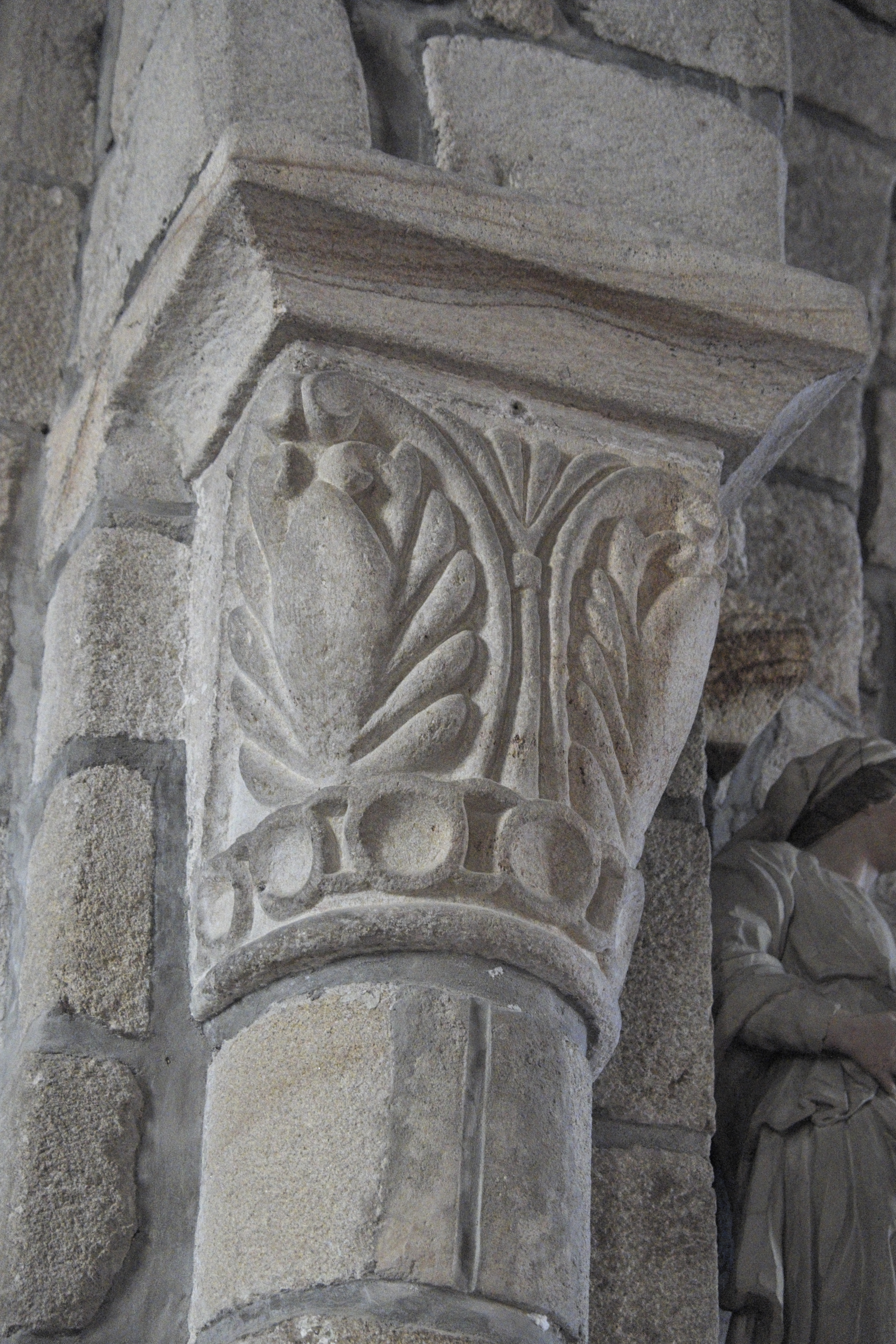
Kapitell mit geometrischen Motiven und stilisierten Blättern
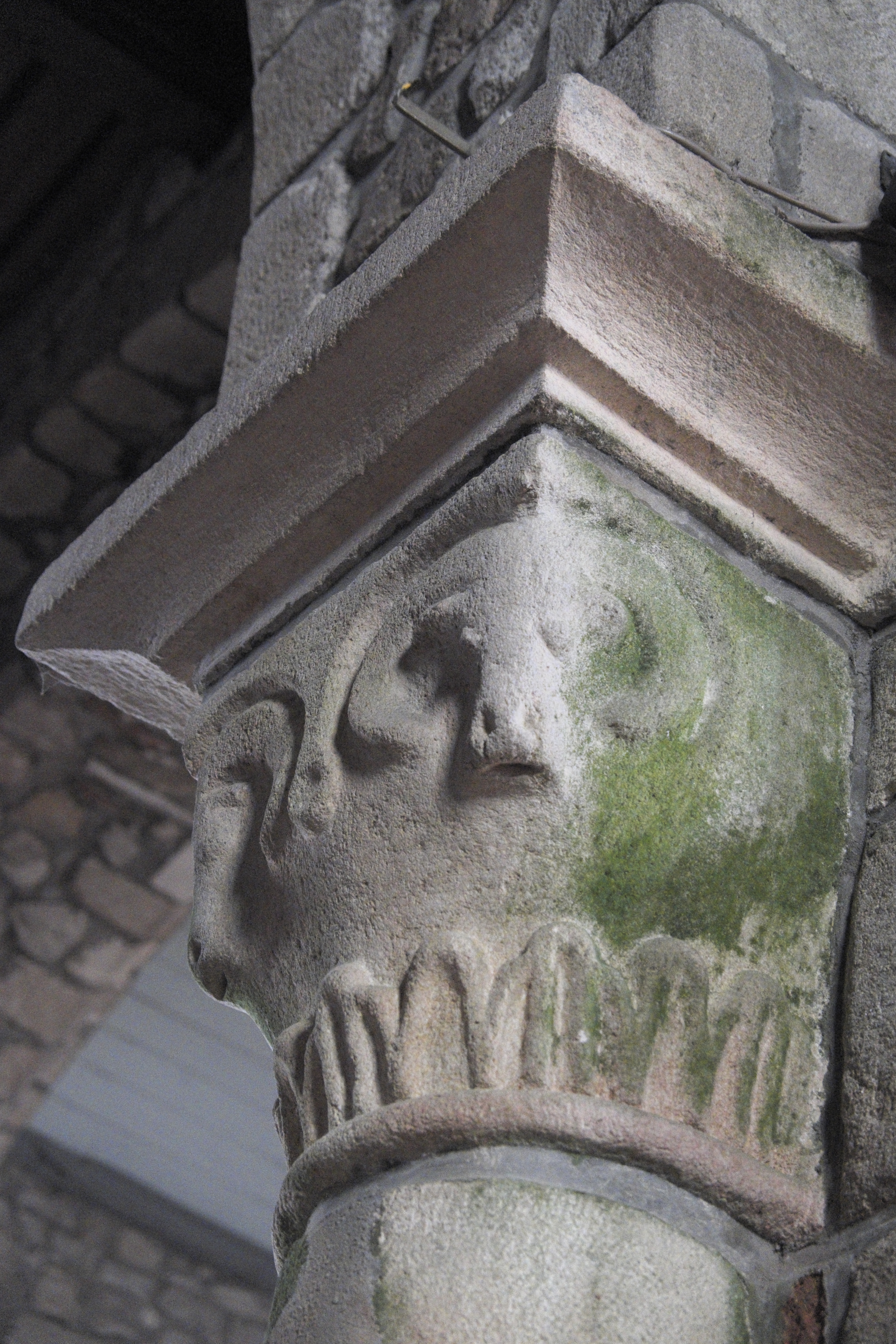
Kapitell mit Widderköpfen

## Ausstattung

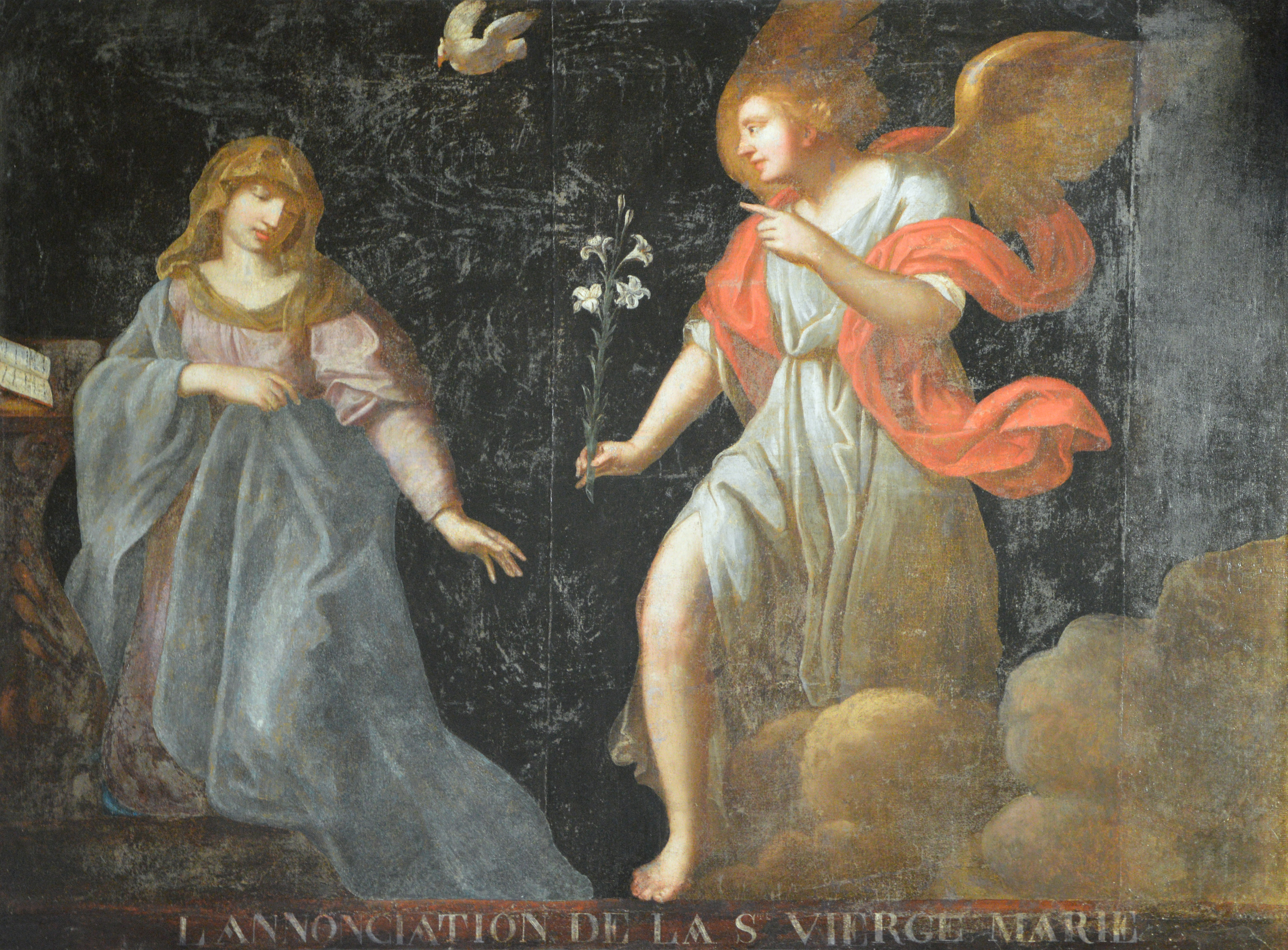
Altarbild mit der Darstellung der Verkündigung

- Die Altäre des südlichen und des nördlichen Querhauses wurden im 17. Jahrhundert in einer Werkstatt in Laval geschaffen. Beide Altäre sind aus Stein gemeißelt und haben den gleichen Aufbau. Sie werden von Engelsfiguren flankiert, in der Mitte ist ein Altarbild eingesetzt, den oberen Abschluss bildet ein Aufsatz mit einer Heiligenfigur. Auf dem Altargemälde im nördlichen Querhaus ist die Verkündigung dargestellt, darüber sieht man ein Relief mit der Büste Jesu, der ein Schriftband hält. Die Figur im oberen Aufsatz stellt den heiligen Isidor dar. Das Altarbild im südlichen Querhaus stellt die Heimsuchung dar, das Relief zeigt die Büste Gottvaters, in der Figurennische des oberen Aufsatzes steht der Apostel Petrus.[2]
- Die farbig gefassten Schnitzfiguren einer Madonna mit Kind[3], des Apostels Petrus[4] und der Unterweisung Mariens[5] stammen aus dem 18. Jahrhundert.
- Eine weitere Madonna mit Kind, die sogenannte Notre-Dame de Kerdro, ist eine Arbeit aus dem ersten Viertel des 19. Jahrhunderts.[6]
- Das Weihwasserbecken beim Portal an der Südseite stammt aus dem 15. Jahrhundert. Es besteht aus Granit und ist mit Weinblättern und Trauben verziert.[7]
- Auf einer Grabplatte ist das Wappen der Familie Malestroit eingemeißelt.

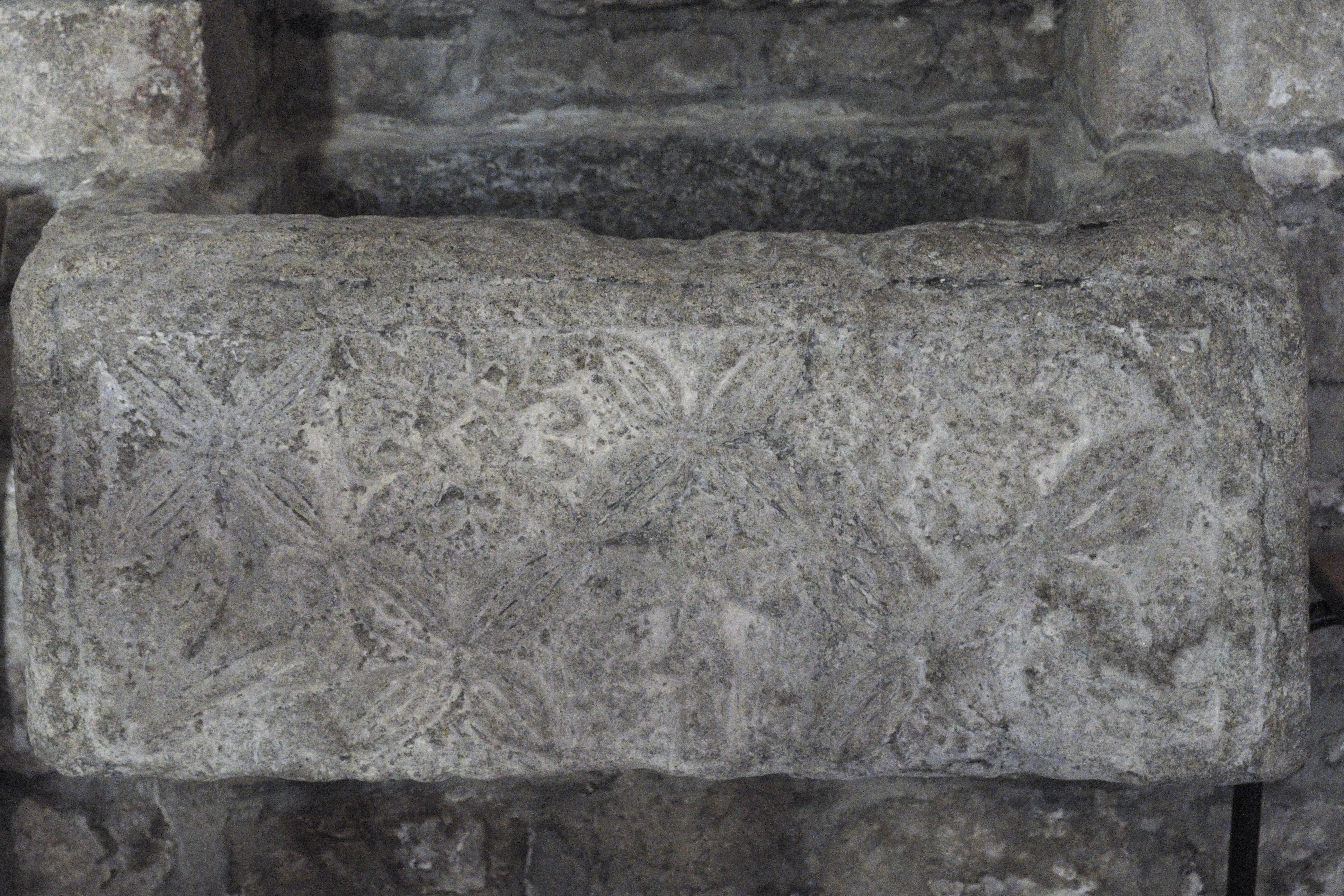
Weihwasserbecken
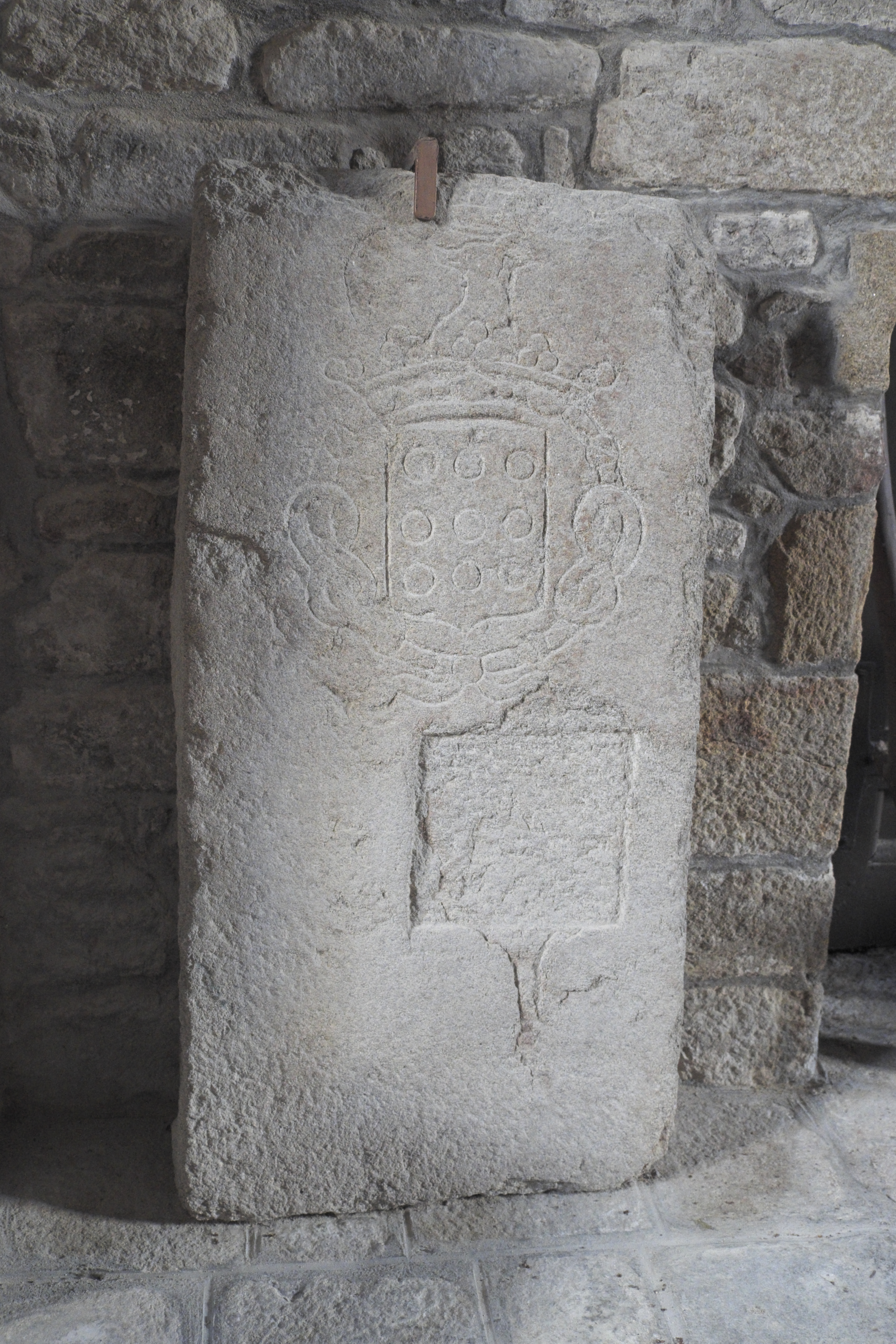
Grabplatte